# Сказка про Емелю
«Сказка про Емелю» — советский рисованный мультфильм-сказка 1938 года, который сняли Пантелеймон Сазонов (один из режиссёров мультфильма «Квартет» 1935 года) и Влад Бочкарёв (режиссёр «Кино-крокодилов» № 5 и № 7).

## Сюжет
По мотивам русской народной сказки о простачке Емеле, которого щука научила волшебным словам, исполняющим любое его пожелание

## Комментарий
1. ↑  Мультфильм также известен под названием «По щучьему велению»